# Джордж Клейтон Джонсон
 Джордж Клейтон Джонсон (англ. George Clayton Johnson, 10 липня 1929 року, Шаєнн, Вайомінг — 25 грудня 2015 року, Норт-Хіллз, Каліфорнія) — американський письменник-фантаст, відомий насамперед як автор роману «Втеча Логана» (спільно з Вільямом Ф. Ноланом), згодом екранізованого студією MGM. Крім того, письменник відомий і як сценарист епізодів телесеріалів «Сутінкова зона» (зокрема серій «В темряві нічого немає», «Гра в банку», «Гра в пул» і «Пенні за ваші думки») і «Зоряний шлях» («Пастка для людини»). На одному з його сюжетів засновані фільми 1960 року та 2001 року «Одинадцять друзів Оушена».

## Перші кроки
Народився 10 липня 1929 року, у Шаєнні, Вайомінг. Про шкільні роки письменника, відомо тільки те, що він залишався на другий рік в шостому класі і закінчив школу після восьмого. Згодом він пішов в армію, де служив спочатку телеграфістом, потім упорядником документів. У відповідності з законом про права військовослужбовців він поступив в Політехнічний інститут Алабами (нині відомий як Обернський університет), але незабаром кинув навчання з метою подорожувати по країні, як і раніше, працюючи упорядником документів.

## Кар'єра письменника

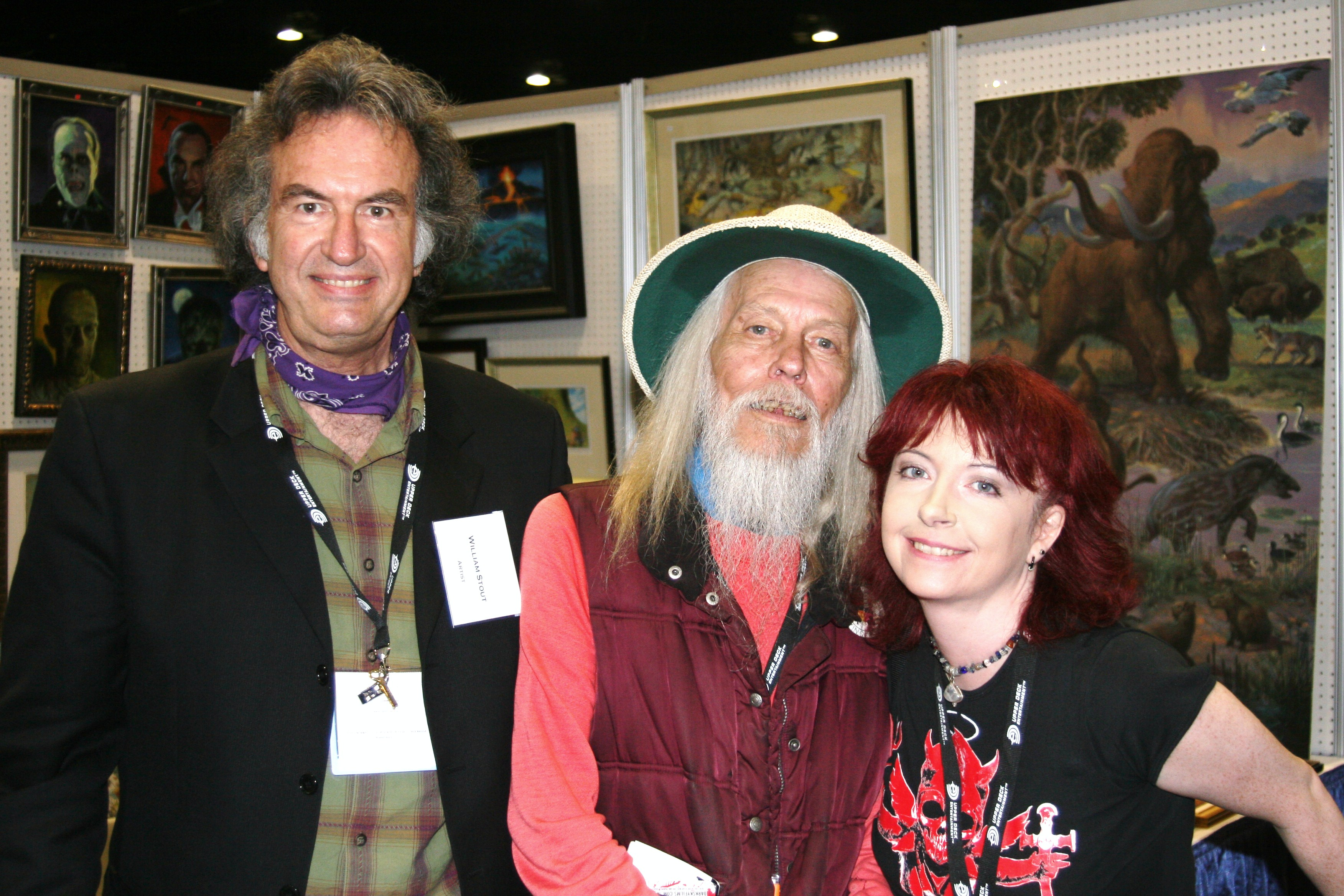
Вільям Стаут, Джордж Клейтон Джонсон та Санні Брок

У 1959 році написав свій перший твір — «Я про вас подбаю» (англ. I'll Take Care of You), який став основою для телесценарію однойменного епізоду телесеріалу «Альфред Хічкок представляє». Починаючи з цього періоду він починає регулярно друкуватися в різних виданнях, включаючи Playboy, Los Angeles, The Twilight Zone Magazine, Rogue і Gamma, а також працювати над сценаріями для ТБ. У 1960 році він, разом з Джеком Голденом Расселом, написав сценарій до фільму Рета Пака «11 друзів Оушена», хоча більшість деталей так і не ввійшло в остаточний варіант сценарію. Пізніше Джонсон приєднався до Школи письменників Південної Каліфорнії, до якої також входили Вільям Ф. Нолан, Чарльз Бомонт, Річард Метісон і Рей Бредбері.
Через Школу письменників південної Каліфорнії він познайомився з Родом Серлінгом, якому згодом продав своє оповідання «Ми всі помремо» (англ. All of Us Are Dying), який Серлінг пізніше переробив у телесценарий епізоду «Сутінкової зони» під назвою «Четверо з нас помруть». Деякий час попрацювавши над оповіданнями, які інші автори адаптували для ТБ, Джонсон зважився умовити Серлінга дозволити йому самому спробувати себе як сценариста. У результаті, його дебютом став телесценарій до епізоду «Пенні за ваші думки». Довгий час виступаючи як один з сценаристів «Сутінкової зони» Джонсон згодом написав сценарії також і для таких серіалів, як «Хані Вест», «Розшукується: Живим або мертвим», «Шосе 66» і «Кунг-Фу». Крім того, Джонсон є сценаристом епізоду оригінального серіалу «Зоряний шлях» «Пастка для людини», першого з показаних у рамках серіалу.. Також у сценариста була власна невелика передача на одній з Лос-Анджелеських радіостанцій — «Письменник і написане» (у передачі він брав інтерв'ю у своїх колег, у тому числі Чарльза Бомонта і Вільяма Нолана).
По мірі розвитку своєї кар'єри Джонсон сформував (разом з Матесоном і Теодором Струженом) вільне об'єднання під назвою «Зелена рука» (англ. The Green Hand), метою якого було поліпшити якість сценаріїв шляхом спільної роботи над ними. Тим не менш, об'єднання розпалося всього через кілька місяців В пізніші роки творчості Джонсон почав писати сценарії для серій коміксів, а також брав участь у різних комік-конах і науково-фантастичних конвенціях. Спільно з художником Джеєм Алленом Сэнфордом (який також є автором ідеї) він створив серію коміксів Deepest Dimension Terror Anthology.

## Особисте життя
10 жовтня 1952 року в Лос-Анджелесі, Джонсон одружився з Лолою Бронштейн, у них народилося двоє дітей — Пол і Джуді. Також відомо, що сценарист був прихильником легалізації марихуани. Крім того, він був вегетаріанцем. Крім роботи над книгами і сценаріями, він активно допомагав в організації Міжнародного комік-кона в Сан-Дієго.

## Смерть
Джордж Клейтон Джонсон помер 25 грудня 2015 року від раку простати в Медичному госпіталі ветеранів у Норт-Хіллз, Каліфорнія. Після себе він залишив 63-річну дружину Лолу Джонсон і двох дітей — Пола і Джуді Джонсонів.

## Вибрані роботи

### Романи
- «11 друзів Оушена» (1960) — роман-адаптація однойменного фільму 1960 року.
- «Втеча Логана» (1967) — роман (у співавторстві з Вільямом Ноланом)

### Сценарії
- Icarus Montgolfier Wright (у співавторстві з Реєм Бредбері, 1962)[12]
- «Втеча Логана» (1976)

#### Альфред Хічкок представляє
- «Я заспокою вас» (1959, оповідання)

#### Сутінкова зона
- «Четверо з нас помруть» (1960, оповідання)
- «Страта» (1960, розповідь)
- «Пенні за ваші думки» (1961, телесценарий)
- «Гра в пул» (1961, телесценарий)
- «В темряві нічого немає» (1962, телесценарий)
- «Гра в банку» (1962, телесценарий, також використаний для фільму Сутінкова зона (фільм, 1983)
- «Дев'яносто років без сну» (1963, оповідання, під псевдонімом Джонсон Сміт)
- Джонсон створив для телесеріалу розповідь під назвою Sea Change, який так і не був адаптований у телесценарий, але згодом був використаний для серії коміксів «Deepest Dimension Terror Anthology».

#### Шосе 66
- «Eleven, the Hard Way» (1961, оповідання)

#### Хані Вест
- «The Flame and the Pussycat» (1965, телесценарій)

#### Зоряний шлях
- «Пастка для людини» (1966? телесценарій, перший показаний епізод)

#### Кунг Фу
- «The Demon God» (1975, телесценарій)

### Фільмографія
- Sea Hunt (епізод Sub Hatch, 1961) — лейтенант Хартвелл
- «Загарбник» (1962) — Філ Уест[13]
- Архів американського телебачення (2003) — у ролі самого себе
- Charles Beaumont: The Short Life of Twilight Zone's Magic Man (2010) — в ролі самого себе
- The AckerMonster Chronicles! (2012) — в ролі самого себе

### Збірки фантастики
- Writing for The Twilight Zone (Outre House, 1980)[14]
- George Clayton Johnson Twilight Zone Scripts & Stories (Streamline Pictures, 1996)[15]
- All of Us Are Dying and Other Stories (Subterranean Press, 1999)[16]

## Нагоради та номінації
| Рік  | Нагорода     | Категорія                                  | За що                                       | Результат | Прим.  |
| ---- | ------------ | ------------------------------------------ | ------------------------------------------- | --------- | ------ |
| 1976 | Inkpot Award | прижиттєві досягнення                      | сценарист, автор коміксів                   | Перемога  | [ 17 ] |
| 1976 | Nebula Award | найкращий сценарій                         | «Втеча Логана»                              | Номінація | [ 18 ] |
| 1977 | Hugo Award   | найкраща постановка                        | «Втеча Логана»                              | Номінація | [ 19 ] |
| 1980 | Balrog Award | досягнення в області умоглядної фантастики | «Пенні за ваши думки» («Сутінкова зона»)    | Номінація | [ 20 ] |
| 1980 | Balrog Award | досягнення в області умоглядної фантастики | «В темряві нічого немає» («Сутінкова зона») | Номінація | [ 20 ] |
| 1981 | Balrog Award | досягнення в області умоглядної фантастики | Sea Change («Сутінкова зона»)1              | Номінація | [ 20 ] |
| 1982 | Balrog Award | досягнення в області умоглядної фантастики | All of Us Are Dying («Сутінкова зона»)2     | Перемога  | [ 20 ] |